# Vorschlaghammer

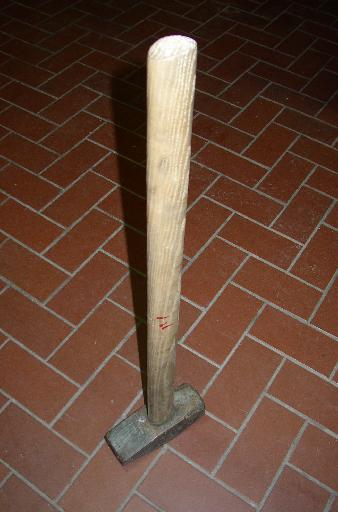
Vorschlaghammer

Ein Vorschlaghammer, auch Schlegel, Massa, Mottek, Bello, Jakob, Jackl, Lehmann oder Maker genannt, ist ein aus einem Hammerkopf, auch kurz Kopf genannt, und einem Stiel bestehendes Handwerkzeug. Wegen des Gewichtes seines Kopfes von 5 kg und mehr wird er beidhändig geführt und dient vor allem für grobe Arbeiten.

## Geschichte und Merkmale
Bereits zur Römerzeit wurden Vorschlaghämmer bei der Steingewinnung und -bearbeitung im Steinbruch eingesetzt. Der Kopf bestand auch damals schon aus geschmiedetem Eisen, seine Form war ebenfalls der heute üblichen sehr ähnlich.

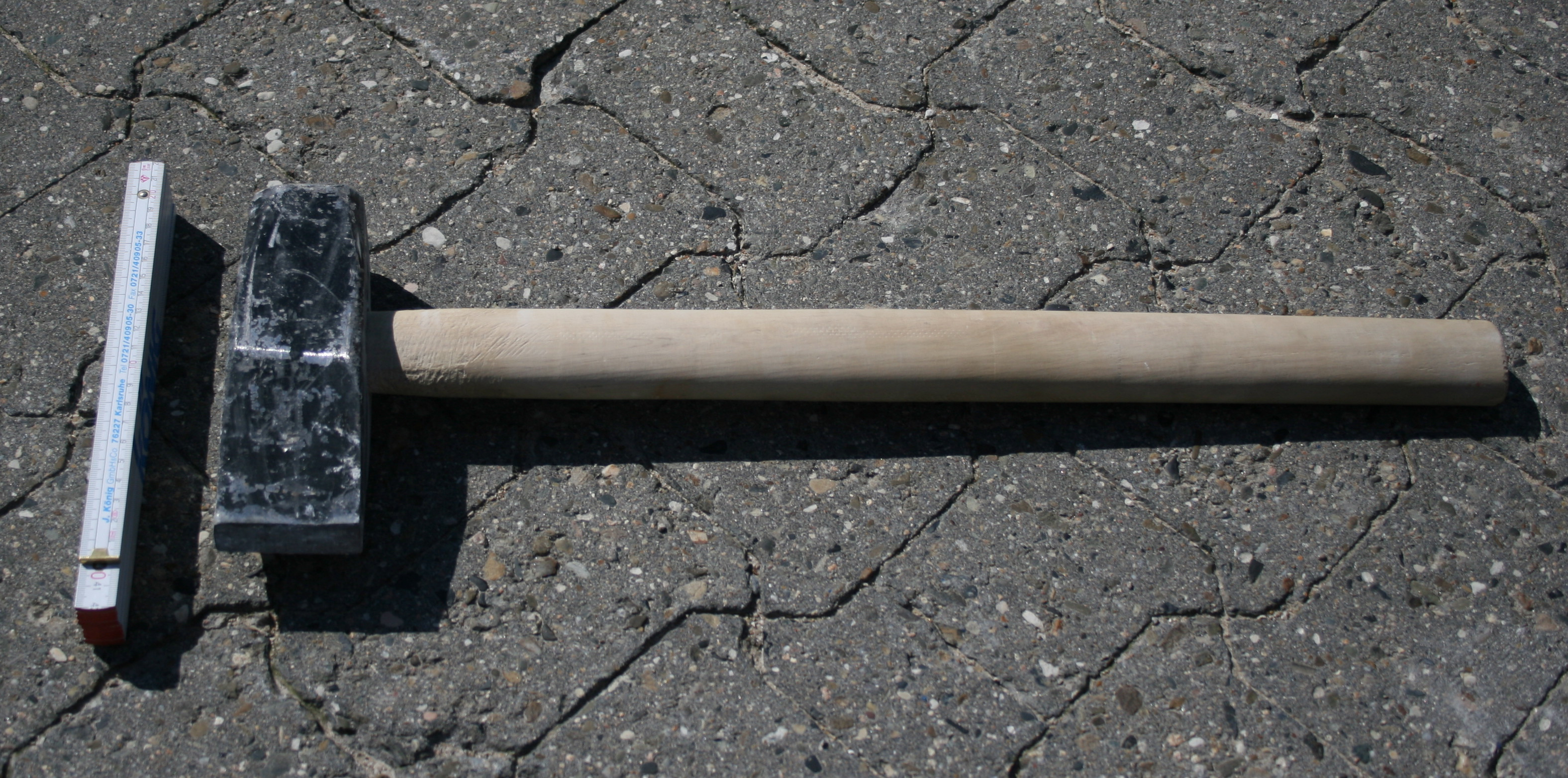
Sonderform: Setzhammer mit Schneide (Finne)

Ein Vorschlaghammer hat eine quadratische Bahn (Bezeichnung für das flache Ende des Hammers) und eine quer zum Stiel verlaufende Finne (Bezeichnung für das keilförmige Ende des Hammers). Die Finne von Vorschlaghämmern ist häufig verrundet. Verläuft sie in Richtung des Stiels, bezeichnet man den Vorschlaghammer als Kreuzschlaghammer.
Eine Sonderform des Kreuzschlaghammers ist der Setzhammer der Steinmetze, der eine abgeschrägte und scharfkantige Finne hat. Sie ist also in diesem Fall eine Schneide.
In Deutschland schreibt die DIN-Norm 1042 folgende Maße für Vorschlaghämmer fest:
- Kopfgewicht: 5 bis 15 kg
- Stiellänge: 60 bis 120 cm

Moderne Modelle, besonders auch im Ausland, haben alternativ achteckigen Kopfquerschnitt oder noch komplexere Kopfformen. Die Bahn ist dann entsprechend achteckig oder auch rund ausgeführt.

## Verwendung
Vorschlaghämmer werden in Steinbrüchen oder im Bauhandwerk eingesetzt, in erster Linie aber in der  Schmiede. Im Baugewerbe greift man wegen der hohen Schlagkraft zum Vorschlaghammer und benutzt ihn bei kleineren Abbrucharbeiten oder dem Eintreiben starker Nägel oder Bolzen.
Im Schmiedehandwerk bilden Vorschlag- und Kreuzschlaghämmer neben den Gruppen der einhändig geführten Handhämmer sowie den Hilfshämmern, etwa dem Schrothammer zum Trennen, die Gruppe der zweihändig geführten Zuschlaghämmer.

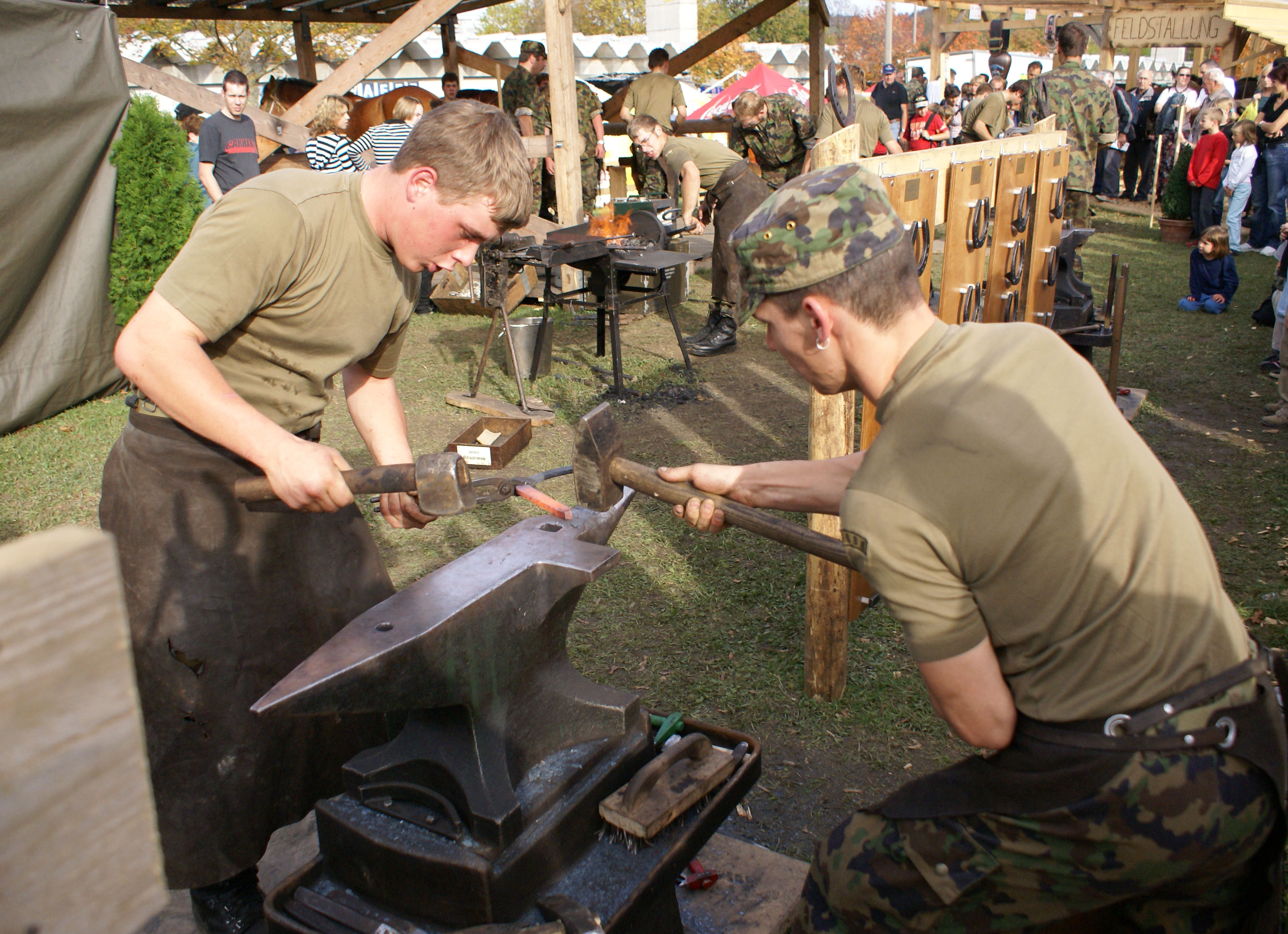
Einsatz des Vorschlaghammers beim Schmieden zu zweit

Schmiedet man zu zweit oder zu dritt, wird mit dem Vorschlaghammer nachgeschlagen: Der erste Schmied (Vorschmied) hält das Werkstück mit einer Hand entweder an der Stange (also einem nicht erhitzten Teil des Halbzeuges) oder mit einer Zange auf dem Amboss, dreht und wendet es gegebenenfalls und gibt mit einem Handhammer in der anderen Hand dem Zuschläger oder den Zuschlägern den sogenannten Takt vor. Taktvorgabe bedeutet, dass der Vorschmied durch Vorschlagen mit dem Handhammer dem weiteren, mit Vorschlaghammer arbeitenden Schmied (Zuschläger) Beginn und Ende des Zuschlagens, Schlagstelle, -stärke sowie -geschwindigkeit und Finnen- oder Bahnschlag anzeigt.
Beim Schmieden verdrängt jeder Hammerschlag auf den glühenden Stahl einen Teil davon aus dem Einschlagbereich. Bei Schlägen mit der Hammerbahn wird das Material gleichmäßig in alle Richtungen verdrängt, bei solchen mit der Finne hingegen hauptsächlich senkrecht zu dieser. Soll das Metall nach vorne und hinten verdrängt werden, führt der Schmied deshalb einen Vorschlaghammer mit Finne quer zum Stiel, soll es dagegen seitlich aus der Schlagebene verdrängt werden, dann nimmt er einen Kreuzschlaghammer mit Finne in Stielrichtung. Die Finne ist beim Schmiedehammer gerundet und hat keine scharfe Kante, weil sie sonst das Schmiedegut ungewollt zertrennen könnte.
Anders als bei anderen Arbeiten mit dem Hammer hält man beim Schmieden den zweihändigen Vorschlaghammer „verkehrt herum“; die schwächere Nebenhand – also bei Rechtshändern die linke – hält am fernen Stielende, die stärkere Haupthand dagegen nahe am Hammerkopf, damit der Schlag mit größerer Präzision gesetzt wird. Auch holt man dabei nicht Schwung über dem Kopf, sondern führt den Hammer nur in leichtem Bogen von oben nach unten.

## Sonstiges
- Obwohl ein Vorschlaghammer kein alltäglicher Gebrauchsgegenstand ist, ist er dennoch gut bekannt. Im allgemeinen Sprachgebrauch wird das Bild des Vorschlaghammers und des Zuschlagens damit für ein Vorgehen mit äußerster Wucht oder auch einem völligen Mangel an Rücksicht verwendet.
- Hau den Lukas ist eine Jahrmarktattraktion, bei der ein Vorschlaghammer verwendet wird, dessen Kopf jedoch nicht aus Stahl besteht, sondern aus Hartkunststoff.[5]
- Der Vorschlaghammer ist ein gängiges Werkzeug eines Kesselschmieds, beziehungsweise Kupferschmieds, vielmehr noch für den nach neuer Berufsordnung genannten Anlagenmechaniker Fachrichtung Apparatebau.
- Der Vorschlaghammer ist auch ein Symbol der Gruppe Wagner.